# Iphigeneia in Tauris

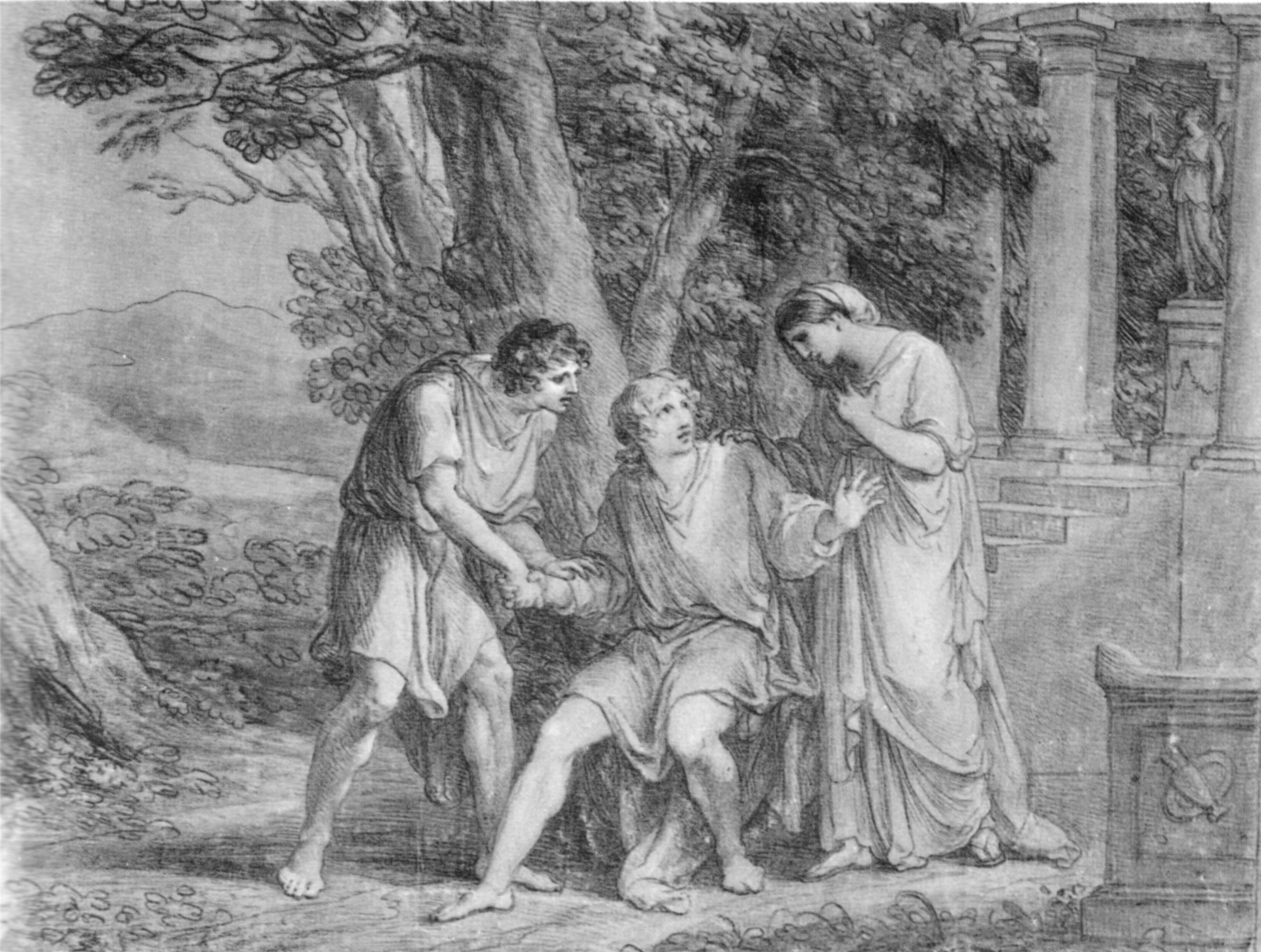
Iphigeneia in Tauris

Iphigenia in Tauris (Oudgrieks: Ἰφιγένεια ἡ ἐν Ταύροις, Latijn: Iphigenia Taurica) is een tragedie van de Griekse tragediedichter Euripides. Het stuk werd voor het eerst opgevoerd ca. 414 v.Chr.

## Inhoud

### Dramatis personae
- Iphigenia, dochter van koning Agamemnon en koningin Clytaimnestra van Argos
- Orestes, zoon van Agamemnon en Klytaimnestra
- Pylades, boezemvriend van Orestes
- Slavinnen van Iphigeneia, koor
- Herder
- Thoas, koning van Taurië
- Bode, dienaar van Thoas
- Athena

### Samenvatting
Na het offer in Aulis (zie Iphigenia in Aulis) heeft Diana het meisje Iphigenia, dochter van Agamemnon en Clytaimnestra, naar haar heiligdom in het barbaarse Tauris (de Krim) gebracht, waar zij voortaan volgens de plaatselijke traditie elke vreemdeling moet offeren die daar voorbij komt. Ook haar broer Orestes die daar toevallig aanbelandt, wacht hetzelfde lot. Maar na een ontroerende herkenningsscène besluiten zij samen te vluchten met het cultusbeeld van Artemis. Als koning Thoas de vluchtelingen achtervolgt, wordt hij door de godin Athena (= dea ex machina) tegengehouden.

## Nederlandse vertalingen
- 1666 – Ifigenie in Tauren – Joost van den Vondel
- 1939 – Iphigenia onder de Tauriërs – K.H. de Raaf
- 1941 – Iphigenia in Tauris – J. Humblé
- 1951 – Ifigenia in Taurië – Martinus Nijhoff
- 1967 – Iphigenie in Taurië – Emiel De Waele
- 1999 – Ifigeneia op de Krim – Gerard Koolschijn
- 2002 – Iphigeneia in Taurië – Willy Courteaux en Bart Claes